# Mackayita
La mackayita és un mineral de la classe dels òxids. Rep el nom en honor de John William Mackay (1831-1902), financer irlandès-nord-americà i operador de mines del filó de Comstock, a Nevada, qui va dotar l'Escola de Mines de la Universitat de Nevada.

## Característiques
La mackayita és un òxid de fórmula química Fe3+(Te4+₂O₅)(OH). Es tracta d'una espècie aprovada per l'Associació Mineralògica Internacional, i publicada per primera vegada el 1944. Cristal·litza en el sistema tetragonal. La seva duresa a l'escala de Mohs és 4,5.
Segons la classificació de Nickel-Strunz, la mackayita pertany a «04.JL - Tel·lurits amb anions addicionals, sense H₂O» juntament amb els següents minerals: rodalquilarita, mroseïta, pingguïta, tlapallita i girdita.

## Formació i jaciments
Va ser descoberta a la mina Mohawk, situada al districte miner de Goldfield, al comtat d'Esmeralda (Nevada, Estats Units). També ha estat descrita en altres indrets dels Estats Units, així com a Mèxic, Xile i Finlàndia.